# Casa Munne (Vilafranca del Penedès)
La Casa Munne era un edifici de Vilafranca del Penedès (Alt Penedès), ara enderrocat, que formava part de l'Inventari del Patrimoni Arquitectònic de Catalunya. Era una casa aixamfranada i entre mitgeres i feia cantonada amb els carrers del Sol i de Miser Rufet. Constava de planta baixa i dos pisos, sota coberta de teula àrab. A la façana del carrer de Miser Rufet presentava una tribuna noucentista, porta d'accés d'arc escarser, balcó corregut al primer pis i balcons d'una sola obertura al segon.

## Història
La Casa Munné datava del 1872, d'acord amb la inscripció que figurava a la llinda de l'entrada principal. El 1920 l'arquitecte Antoni Pons i Domínguez va realitzar la reforma de la façana i va construir la tribuna noucentista. El projecte, presentat i aprovat el mes de juny, es conserva a l'arxiu de l'Ajuntament de Vilafranca.